# Telligent Systems
Telligent Systems — более известная как Telligent компания-разработчик программного обеспечения. Основана в 2004 г. и размещается в двух офисах: американская штаб-квартира расположена в Далласе, штат Техас, международный офис находится в Лондоне, Англия.

## История
Основатель компании Роб Ховард — ранее один из основателей команды Microsoft’s ASP.NET, также участвовал в организации сообщества Microsoft ASP.NET community.
Первый свой продукт Community Server Telligent System представила на рынок в конце 2004 года. Community Server базировался на результатах работы Ховарда над форумами ASP.NET, а также Джейсона Александера над проектом nGallery и Скотта Ватермасиска над проектом .Text.
В 2006 году клиентами Telligent стали Dell и MySpace. Dell запустила блог на основе платформы Telligent в ответ на пост Джефа Джарвиса о неудовлетворенности ноутбуками Dell.
Конец 2007 года ознаменовался выпуском инструмента для социальной аналитики под названием Harvest Reporting Server.
В 2008 году первым основным партнером компании стала корпорация Intel.
В 2009 году пост CEO в компании занял Патрик Бендт. Роб Ховард переместился на позицию CTO. До этого Патрик Брендт выполнял обязанности CEO в Skywire Software приобретенной Oracle в результате закрытой сделки. В этом же году Telligent произвела ребрендинг, приведя наименования продуктов к текущим: Community Server стал называться Telligent Community, Harvest Reporting Server был переименован в Telligent Analytics, а Community Server Evolution в Telligent Enterprise. Также Telligent официально представил платформу для своих продуктов, которая получила название Telligent Evolution platform.
27 мая 2009 года Microsoft проанонсировала создание Social Enterprise Alliance закрепляющее стратегическое сотрудничество между Telligent и speakTECH.
В рамках изменения позиционирования компании на рынке ПО, была прекращена разработка и поддержка Graffiti CMS  (недоступная ссылка с 02-09-2013 [4335 дней] — история, копия), которая была переведена в статус проекта с открытым исходным кодом. Еще один проект с которым компания распрощалась: BlogMailr — бесплатный сервис публикации постов в блоги с помощью e-mail.
В 2010 году в совет директоров Telligent вошел Дэвид Митчел, ранее являвшийся CEO WebMethods. Также в компанию на позицию CMO был принят Венди Гибсон.
19 декабря 2011 Teligent приобрела Leverage Software.

## Продукты
Продукты Telligent разработаны на платформе .NET Framework и используют Microsoft SQL Server как основную базу данных для хранения информации.

### Telligent Community
Telligent Community (ранее Community Server, последняя версия 2008.5 или по счету версий 4.1) — флагманский продукт компании, создан на основе фирменной платформы Telligent Evolution platform. Впервые представлен в 2004 году, текущая версия 6.1.
В свою очередь является интегрированной платформой для онлайн сообществ и социальных медиа: пользовательские профили, потоки активностей, группы, блоги, wiki, форумы.

### Telligent Enterprise
Telligent Enterprise (ранее Community Server Evolution) был впервые представлен в 2008 году, как расширение функциональности платформы Telligent Community в сторону оптимизации для корпоративной инфраструктуры (intranet/extranet). Имеет сценарии применения, специфичные для корпоративных пользователей. Предполагает интеграцию с Microsoft Exchange Server, Microsoft Active Directory.

### Telligent Analytics
Telligent Analytics (ранее Harvest Reporting Server) — представлен публике в 2007 году, предоставляет инструменты для анализа социальной активности сообществ, построенных на основе Telligent Community/Enterprise. Также поможет производить анализ любых данных, аккумулированных приложениями, работающими на платформе Telligent Evolution platform.

### Telligent Evolution platform
Telligent Evolution platform — основная программная платформа Telligent, на которой строятся все продукты компании. Предполагает использование операционной системы Windows Server, веб-сервера Microsoft Internet Information Server, базы данных Microsoft SQL Server и платформы Microsoft .NET.
Поисковая система использует Apache Tomcat с логикой, написанной на языке Java.
В платформе реализована интеграция с корпоративной почтовой системой, системами электронного документооборота через взаимодействие с Microsoft Sharepoint и Microsoft Active Directory. Кроме указанных стандартных для платформы средств интеграции возможно расширение функционала с помощью REST API.